# Bertrand de Jouvenel
Pour les autres membres de la famille, voir Famille Jouvenel des Ursins.
Bertrand de Jouvenel est un écrivain et journaliste français, né le 31 octobre 1903 à Paris, où il est mort le 1er mars 1987.
D'abord homme du centre-gauche, il se serait fait le défenseur d'un fascisme français dans les années 1930 et milite au Parti populaire français (PPF) jusqu'en 1938. Penseur libéral après la Seconde Guerre mondiale, il fut, avec Gaston Berger, l'un des pionniers et théoriciens de la prospective en France. Il fonda la revue Futuribles, consacrée à la réflexion sur les futurs possibles au 5 rue des Saints-Pères, et fut romancier à ses heures sous le nom de plume de Guillaume Champlitte. Juriste, politologue et économiste, il fut également un pionnier de l'écologie politique.

## Biographie
Édouard Bertrand de Jouvenel des Ursins est le fils d'Henry de Jouvenel (1876-1935), homme politique et journaliste français, rédacteur en chef du journal Le Matin, et de sa première femme, Sarah Boas, d'origine juive. Il était fier de sa naissance « parce qu’elle est le fruit d’une campagne pro-Dreyfus de mon père Henry de Jouvenel, campagne qui le fit remarquer par Alfred Boas, industriel, infirme d’une blessure de guerre en 1870. Suivit le mariage avec Sarah Boas, ma mère ».
Après des études scientifiques et juridiques, il devient correspondant diplomatique, puis correspondant pour divers journaux, avant d'entamer une carrière universitaire.

### Parcours politique
En 1925, il s'inscrit au Parti radical où il milite aux côtés des « Jeunes Turcs ». Son livre L'Économie dirigée, publié en 1928, défend les vertus du dirigisme contre le capitalisme libéral. Homme de gauche, pacifiste et partisan convaincu de la réconciliation franco-allemande, Jouvenel est avec Jean Luchaire à Notre temps à la fin des années 1920. Il est aussi rédacteur en chef de La Voix d'Émile Roche et collabore au quotidien La République, dirigé aussi par Roche ; il est chargé des questions économiques. Il quitte ce journal après le 6 février 1934.
Dans Vers les États-Unis d'Europe, écrit en 1930, Jouvenel prend parti pour la réconciliation franco-allemande.
Impressionné par l’émeute organisée par les ligues antiparlementaires, le 6 février 1934, et convaincu de l'inefficacité des partis politiques traditionnels, il quitte le Parti radical, préférant agir comme un « électron libre ». Il lance alors avec Pierre Andreu l'hebdomadaire La Lutte des jeunes, qui fustige la « corruption du régime », tout en multipliant ses collaborations à d'autres journaux, parmi lesquels l’hebdomadaire Gringoire pour lequel il couvre en 1935 le Congrès du Parti nazi qui adopte les Lois de Nuremberg. Il fréquente alors tous les milieux y compris royalistes et nationalistes et des intellectuels comme le socialiste Henri de Man ou les écrivains André Malraux et Pierre Drieu la Rochelle.
Il continue à militer pour le rapprochement franco-allemand et fait partie des fondateurs du Comité France-Allemagne en novembre 1935 ; il siège ensuite à son conseil d'administration. C'est à cette occasion qu'il se lie d'amitié avec Otto Abetz, futur ambassadeur d'Allemagne à Paris sous l'Occupation. Il évoque d'ailleurs la naissance du comité et l'action d'Otto Abetz dans un article publié par Le Petit Journal et intitulé « Une politique de rapprochement franco-allemand est-elle possible ? »,. En février 1936, il réalise une interview d'Adolf Hitler, publiée dans le journal Paris-Midi (après que Paris-Soir l'a refusée), dans laquelle il insiste sur la volonté de paix du chancelier allemand. Cette interview lui sera reprochée après la guerre, et contribuera à sa marginalisation,. Il en tire une conférence donnée en mars à Paris, sous le titre « Le vrai visage de Hitler ».
Il est parfois présenté comme un des fondateurs avec Georges Suarez du « Cercle du grand pavois », une association mondaine qui appuie le Comité France-Allemagne. Ce cercle, ou plutôt ce club, est créé selon les sources en 1935, 1936 ou 1937,. Le « club du grand pavois » est installé à Paris au dernier étage du 52, avenue des Champs-Élysées.
Opposé à la politique du Front populaire et préoccupé par le rôle de la France dans le monde, il rejoint la même année le Parti populaire français (PPF) créé par l'ancien cadre du Parti communiste Jacques Doriot. Il devient alors rédacteur en chef du journal de ce mouvement, L'Émancipation nationale, dans lequel il fait l'éloge du fascisme. Visitant l’Allemagne en septembre 1938, il est impressionné par la puissance allemande et le mythe du surhomme repris par le national-socialisme : « on n’a rien vu de semblable depuis Mahomet » écrira-t-il.
Cependant, il rompt avec le PPF en 1938 quand Doriot approuve les accords de Munich qui laisse l'Allemagne s'emparer de la Tchécoslovaquie, à la naissance de laquelle il avait été mêlé à travers le rôle de sa mère Claire Boas, amie de Tomáš Masaryk et hôtesse avec son salon des dirigeants tchécoslovaques lorsqu'ils venaient à Paris après la Première Guerre mondiale. Il démissionne aussi du Comité France-Allemagne et le fait savoir à la presse.
Pendant l'Occupation, Bertrand de Jouvenel travaille un temps pour le SR, le Service de renseignement de l'Armée de l'armistice, qui fournit des renseignements aux Britanniques. Il discute à diverses reprises avec André Malraux et Pierre Drieu la Rochelle sur l'option à prendre, puis menacé d'arrestation par la Gestapo, il s'exile en Suisse en septembre 1943 et décide d'abandonner la politique pour se consacrer à l'économie, à la sociologie politique et aux questions d'environnement. À son retour en France, à la Libération, du fait de sa collaboration avec le SR, il échappe à l'épuration, mais se voit considéré, selon sa propre expression, comme un « pestiféré ».
En France, son essai Du Pouvoir est ignoré à sa sortie. Il n'a de relations presque qu’avec les milieux issus des « relèves années trente », représentés par le groupement La Fédération (et sa revue du même nom), et avec ceux des épurés : il publie des articles dans leur revue, les Écrits de Paris. Il collabore occasionnellement aussi au Courrier français.
En revanche, son essai obtient une reconnaissance certaine au Royaume-Uni et aux Etats-Unis où il est traduit et publié en 1949.
Son parcours jusqu'à la Seconde Guerre mondiale sera sévèrement critiqué par l'historien Zeev Sternhell qui pour illustrer sa thèse ambiguë et contestée d'un fascisme français né au sein des écrivains « anticonformistes » veut voir en Jouvenel l'un des intellectuels français les plus engagés en faveur du fascisme. Cette opinion conduit Jouvenel à poursuivre en justice Sternhell qui sera condamné pour diffamation. Le témoignage émouvant et fraternel le 17 octobre 1983 de Raymond Aron, qui devait mourir d'un arrêt cardiaque quelques heures plus tard, a été sans doute décisif. Sternhell maintient ses accusations par la suite.

### Un économiste atypique
Parmi ses trente-sept livres, Du pouvoir reste une référence. Jouvenel est d'ailleurs, avec Friedrich Hayek et Jacques Rueff, le fondateur du club d'intellectuels libéraux, la société du Mont-Pèlerin. Nombre de jeunes économistes ont senti poindre leur vocation en découvrant son analyse des États et en suivant ses cours.
Selon Ivo Rens dans Bertrand de Jouvenel (1903-1987), pionnier méconnu de l'écologie politique, il a compris le premier que la gestion de l'environnement revêtait une importance politique. Enfin, il s'est fait le promoteur de la prospective.

## Vie privée
Vers 1920, à dix-sept ans, Bertrand de Jouvenel vit une aventure amoureuse qui dure cinq ans avec la seconde épouse de son père, l'écrivaine Colette, qui s'inspirera de cette relation pour écrire l'un de ses romans : Le Blé en herbe.
Il a été marié deux ou trois fois :
- avec l'écrivaine Marcelle Prat (1896-1971), de douze ans plus âgée que lui. Le mariage a lieu le 5 décembre 1925. Les témoins sont, pour lui : Édouard Bénès, alors ministre des Affaires étrangères de la Tchécoslovaquie, et le diplomate Philippe Berthelot (proche de sa mère, il fit jouer à cette dernière un rôle d'hôtesse officieuse de la diplomatie française ; Benès fréquenta son salon parisien[26],[27]) ; pour son épouse : René Renoult, ministre de la justice, et le romancier Maurice Leblanc, son oncle[28],[29]. Le couple a un fils, Roland (1931-1946), mort à 14 ans de la fièvre typhoïde et qui aurait dicté après sa mort à sa mère, par le biais de l'écriture automatique, des textes philosophiques et scientifiques que celle-ci publiera. Malgré leur séparation, son épouse a longtemps refusé le divorce, alors que Bertrand de Jouvenel avait d'autres compagnes, Martha Gellhorn dans les années 1930, puis Hélène Duseigneur à partir des années 1940, ce qui lui causa des problèmes. À la fin des années 1940 et au début des années 1950, il déplore dans sa correspondance le refus de sa première épouse de mettre fin aux faux-semblants de leur mariage[30].

- selon certaines sources[31],[32] avec la journaliste américaine Martha Gellhorn, future épouse d'Ernest Hemingway. Il l'a rencontrée en France à l'été 1930 alors qu'il était encore marié[33]. Enceinte à la fin de l'année 1930 (à l'instar de l'épouse de Bertrand de Jouvenel), elle retourne dans son pays où elle avorte, puis regagne l'Europe. Elle avorte une seconde fois en 1933[34]. Elle aurait en fait été sa compagne durant presque quatre années, mais pas son épouse[35]. Ils ont voyagé ensemble en France, en Suisse (notamment à Genève, siège de la SDN), en Italie, aux États-Unis où Bertrand de Jouvenel l'a rejoint en 1931, en Allemagne, au Royaume-Uni, en Espagne[36],[37].

- avec Hélène Duseigneur (1917-1974), l'une des filles du général Duseigneur, avec laquelle il a un second fils, Hugues, en 1946, deux mois après la mort de son premier fils, Roland[38], et deux autres enfants, dont une fille, Anne. Il l'a rencontrée dans les années 1942-1943[22] et a entamé une relation avant de l'épouser bien plus tard, en 1971. Son livre Revoir Hélène, publié en 1985, évoque les dernières années d'Hélène de Jouvenel, malade.

## Publications

### Essais
- 1928 : L'Économie dirigée : Le Programme de la nouvelle génération, Valois, Paris (194 p).
- 1930 :  Vers les États-Unis d'Europe, Bibliothèque syndicaliste, XXI, Librairie Valois, Paris.
- 1931 :  Vie de Zola, Biographies littéraires, Paris, 1931.
- 1933 :  La Crise du capitalisme américain, Gallimard, Paris.
- 1938 :  Le Réveil de l'Europe.
- 1940-1947 :  D'une guerre à l'autre. Trois volumes :
  - De Versailles à Locarno, Calmann-Lévy, Paris, 1940 - prix Général-Muteau de l’Académie française.
  - La Décomposition de l’Europe Libérale : Oct. 1924 - Jan. 1932, Plon, Paris, 1941.
  - La Dernière Année : Choses vues de Munich à la guerre, à l'enseigne du Cheval ailé, Bruxelles, 1947.
- 1941 : Après la défaite , librairie Plon, Paris 1941.
- 1942 :  Napoléon et l’Économie dirigée, éd. de la Toison d'or, Bruxelles/Paris.
- 1944 :  L'Économie mondiale au XXe siècle, Cours professé à l’École supérieure d’organisation professionnelle, Paris.
- 1945 :  Du pouvoir : Histoire naturelle de sa croissance, Éditions du Cheval ailé, Genève.
- 1947 Raisons de craindre, raisons d'espérer, éd. du Portulan, Paris ;

- - Tome I : Quelle Europe ?
  - Tome II : Les Passions en marche.
- 1947 : L'Or au temps du Charles-Quint et Philippe II, suivi de quelques essais et mises en point par Louis de Gibourne, Jean Daujat et Francois Le Grix, Sequana, coll. « Hier et demain », no 5.
- 1947 : « Essai sur la politique de Rousseau » in Jean-Jacques Rousseau, Du contrat social, Genève.
- 1947 : L'Échec d'une expérience : Problèmes de l'Angleterre socialiste
- 1948 :  L’Amérique en Europe : le Plan Marshall et la Coopération intercontinentale, Plon, Paris.
- 1948 :  Problèmes de l’Angleterre socialiste, la Table Ronde, Paris.
- 1948 : (en) France: No Vacancies, Foundation for Economic Education, New York.
- 1949 : (en) On Power: Its Nature and the History of its Growth, traduit par J.F. Huntington, Londres.
- 1951 : (en) The Ethics of Redistribution, traduit en français sous le titre L’Éthique de la redistribution, Paris, 2014.
- 1954 : (en) « The Treatment of Capitalism by Continental Intellectuals », in F.A. Hayek (dir.), Capitalism and the Historians, University of Chicago Press, Chicago.
- 1955 :  De la souveraineté, Paris.
- 1955 :  (en) Money in the Market, repris de Money and Trade, ed. W. Eady, Londres.
  - rééd. dans Economics and the Good Life: Essays on Political Economy, publié par Dennis Hale et Marc Landy, New Brunswick, 1998.
- 1956 :  L'Épargne, éditions de l'Épargne, Paris.
- 1956 : (en) « Order versus Organization », in Mary Sennholtz (dir.), On Freedom and Free Enterprise : Essays in Honor of Ludwig von Mises, Princeton NY ; rééd. dans (en) Bertrand de Jouvenel: Economics and the Good Life. Essays on Political Economy par Dennis Hale et Marc Landy, New Brunswick, 1998.
- 1963 :  (en) The Pure Theory of Politics, traduit en français sous le titre De la politique pure, Paris.
- 1964 :  L’Art de la conjecture, traduit en anglais par Nikita Lary sous le titre The Art of Conjecture, New York, 1967.
- 1964 : « Présentation », in Jean-Jacques Rousseau, Discours sur l’origine et les fondements de l’inégalité parmi les hommes, Gallimard, Paris ; rééd. 1985.
- 1966 :  (en) Utopia for Practical Purposes - Utopias and Utopian Thought, publié par Frank E. Manuel, Boston (Daedalus Spring 1965).
- 1966 :  Le Rôle de prévision dans les affaires publiques, Les Cours de droit, 1965-1966. Université de Paris, Institut d'études politiques.
- 1967 :  Cours d’histoire des idées politiques à partir du XIXe siècle, Faculté de droit et des sciences économiques de Paris ; devient Les Débuts de l’État moderne : Une histoire des idées politiques au XIXe siècle, Fayard, Paris.
- 1969 :  Arcadie : Essai sur le mieux-vivre, coll. Futuribles, SEDEIS, Paris[39]
- 1969 :  Cours d’introduction à la sociologie politique, rédigé d'après la sténotypie du cours de Bertrand de Jouvenel (licence 1re année) les Cours de droit, Paris.
- 1976 : La Civilisation de puissance, Fayard, Paris  (ISBN 978-2213003146)
- 1978 : Vers la forêt du XXIe siècle, rapport de B. de Jouvenel (président du groupe de travail constitué par les ministres de l'agriculture et de l'environnement à la demande du Premier ministre), École nationale du génie rural, des eaux et des forêts, Nancy. Numéro spécial de la Revue forestière française.
- 1979 : Un voyageur dans le siècle, 1903-1945, avec le concours de Jeannie Malige, Paris.  (ISBN 978-2221003947)
- 1983 : Marx et Engels, la longue marche (commentaire), Julliard, Paris.
- 1985 : Revoir Hélène, Robert Laffont, Paris.
- 1987 : (en) The Nature of Politics: Selected Essays of Bertrand de Jouvenel, introduction de Dennis Hale et Marc Landy, New York.
- 1993 : Itinéraire 1928-1976, textes réunis et présentés par Éric Roussel, Plon, Paris.
- 1999 : (en) Economics and the good life: Essays on Political Economy, introduction de Dennis Hale et Marc Landy, New Brunswick.

### Romans
- 1929 : La Fidélité difficile, roman, Ernest Flammarion, Paris
- 1930 : L'Homme rêvé, roman avec Marcelle Prat, Flammarion, Paris
- 1934 : La Prochaine, roman avec Marcelle Prat, Paris
- 1945 : Les Français, roman sous le pseudonyme Guillaume Champlitte, éd. Constant Bourquin, Genève 
  - réédition sous son patronyme : Paris, Julliard, 1979.

### Articles
- 1936 :  « Misère des travailleurs », Marianne, 20 mai 1936.
  - repris dans Itinéraire 1928-1976, textes réunis et présentés par Éric Roussel, Plon, Paris.
- 1951 :  « La Liberté et sa logique », La Fédération, novembre 1951
  - repris dans Itinéraire 1928-1976, textes réunis et présentés par Éric Roussel. Plon, ParisR
- 1952 :  (en) « The Idea of Welfare », Cambridge Journal 5, n°11 (août 1952)
  - repris dans (en) Economics and the Good Life. Essays on Political Economy, publié par Dennis Hale and Marc Landy, New Brunswick, 1998.
- 1955 : (en)  « Reflections on Colonialism », repris dans Confluence 4 (octobre 1955) et rééd. dans (en) Bertrand de Jouvenel: Economics and the Good Life: Essays on Political Economy par Dennis Hale et Marc Landy, New Brunswick, 1998.
- 1957 :  « Invitation à la théorie politique pure », ¾ Revue international d’histoire politique et constitutionnelle, Nouvelle série, tome VII, no 25, janvier-juin, p. 86-91.
- « ?? 90 », 10 avril 1965, repris dans Itinéraire 1928-1976, textes réunis et présentés par Éric Roussel, Plon, Paris, 1993.
- 1957 : « L'économie politique de la gratuité » ; repris dans « Arcadie, essais sur le mieux-vivre », Futuribles 9, Paris, 1968.
- 1957 : « Organisation du travail et aménagement de l'existence » ; repris dans « Arcadie, essais sur le mieux-vivre », Futuribles 9, Paris, 1968.
- 1957 : (en) « On the Character of the Soviet Economy », Bulletin of the Atomic Scientists, vol 13 (no.1957); repris dans Economics and the Good Life. Essays on Political Economy par Dennis Hale and Marc Landy, New Brunswick, 1998.
- 1957 : (en) « From Political Economy to Political Ecology », Bulletin of the Atomic Scientists, vol.13 (oct. 1957), 287-291 repris dans Economics and the Good Life. Essays on Political Economy par Dennis Hale and Marc Landy, New Brunswick, 1998.
- 1957 : De l'économie politique à l'écologie politique, Imprimerie Bière, Bordeaux, 25 p.
- 1959 :  « Préoccupations américaines », Bulletin SEDEIS no. 718, supplément, 10 avril 1959.
- 1959 : « La terre est petite » ; repris dans « Arcadie, essais sur le mieux-vivre », Futuribles 9, Paris, 1968.
- 1959 : (en) The Political Economy of Gratuity, Virginia Quarterly Review 35, 513-526, repris dans Economics and the go od life. Essays on Political Economy par Dennis Hale and Marc Landy, New Brunswick 1999.
- 1960 : (en) « A Place to Live In », Modern Age 4 (hiver 1959/1960) ; repris dans Economics and the go od life. Essays on Political Economy par Dennis Hale and Marc Landy, New Brunswick 1999.
- 1960 :  « Les Prévisions de croissance », Bulletin SEDEIS no. 758, 20 juin 1960.
- 1960 : « L’homme et son travail » ; repris dans « Arcadie, essais sur le mieux-vivre », Futuribles 9, Paris, 1968.
- 1960 : « Sur une page d’Engels » ; repris dans « Arcadie, essais sur le mieux-vivre », Futuribles 9, Paris, 1968.
- 1960 : (en) « Efficiency and Amenity », Earl Grey Memorial lecture, King's College, Newcastle upon Tyne, J.Arrow and T. Scitovsky (dir.), Readings in Welfare Economics, Homewood ; repris dans Economics and the go od life. Essays on Political Economy par Dennis Hale and Marc Landy, New Brunswick 1999.
- 1961 : « Société (le sens du terme et son évolution en langue française) », ¾ Revue internationale de philosophie, n°55, fasc. 1, s. 42-60.
- 1961 : « Efficacité et savoir-vivre », Économie et Humanisme, n°135, septembre-octobre 1961, s. 21-36 ; repris dans « Arcadie, essais sur le mieux-vivre », Futuribles 9, Paris, 1968.
- 1961 : « Civilisation de la production et culture de l'aménité », Arguments, n°22, 2. trimestre 1961, s. 17-20.
- 1961 : « Mieux-vivre dans la société riche », Diogenes 33, printemps 1961 ; repris dans « Arcadie, essais sur le mieux-vivre », Futuribles 9, Paris, 1968.
- 1961 : (en) A Better Life in an Affluent Society, repris dans Economics and the go od life. Essays on Political Economy par Dennis Hale and Marc Landy, New Brunswick 1999.
- 1961 : « Orientation de l'efficience » ; repris dans « Arcadie, essais sur le mieux-vivre », Futuribles 9, Paris, 1968.
- 1961 : « Sur l’évolution des formes de gouvernement », Bulletin SEDEIS, Étude 875 (20 avril 1961)
- 1962 : « Théorie des formes de gouvernement chez Rousseau », Le Contrat social, revue historique et critique des faits et des idées, vol. VI, n°6, novembre-décembre 1962.
- 1962 : « De la conjecture », Bulletin SEDEIS 815, Supplément 2, Futuribles 27, 20 mars 1962.
- 1963 : (en) « On the Evolution of Forms of Government », Futuribles, Studies in Conjecture, Droz, Genève ; repris dans The Nature of Politics. Selected Essays of Bertrand de Jouvenel par Dennis Hale et Marc Landy, New York, 1987.
- 1963 :  (en) « The Political Consequences of the Rise of Science », The Bulletin of the Atomic Scientists 2-8, déc. 1963 ; repris dans Economics and the go od life. Essays on Political Economy par Dennis Hale and Marc Landy, New Brunswick, 1999.
- 1963 :  « La prévision économique à court terme », Bulletin SEDEIS Étude n° 856, 10 juin 1963.
- 1963 :  « La prévision des idées », Futuribles n°68, 1er décembre 1963 ; repris dans Itinéraire 1928-1976, textes réunis et présentés par Éric Roussel, Plon, Paris, 1993.
- 1964 :  « Niveau de vie et volume de consommation », Bulletin SEDEIS n°874, 10 janvier 1964.
- 1964 : « L'art de la conjecture », Futuribles, Monaco.
- 1964 : « Niveau de vie et volume de consommation » ;  repris dans « Arcadie, essais sur le mieux-vivre », Futuribles 9, Paris, 1968.
- 1964 : Trois notes sur l’habitat (novembre 1963, avril 1964, octobre 1964) ; repris dans « Arcadie, essais sur le mieux-vivre », Futuribles 9, Paris, 1968.
- 1964 : (en) « Towards a Political Theory of Education » dans Robert M. Hutchins (dir.), Humanistic Education and Western Civilisation: Essays, A.A. Cohen, New York, 1964, 55-74 ; repris dans Economics and the go od life. Essays on Political Economy par Dennis Hale and Marc Landy, New Brunswick 1999.
- 1964 : « Utopia 1980 », The Spectator, 204, 14 février 1964.
- 1964 : « Surmising Forum, », The Spectator, 787, 12 juin 1964.
- 1965 :  Du aouvoir actif, bulletin SEDEIS n°916, supplément Futiribles n° 90, 10 avril 1965.
- 1965 : (en) Utopia for Practical Purposes, in Utopias and Utopian Thought. Edited by Frank E. Manuel. Boston, 1965.
- 1965 : Introduction au problème de l’Arcadie, conférence à Bâle en octobre 1964 et publié dans Preuves en 1965 ; repris dans « Arcadie, essais sur le mieux-vivre », Futuribles 9, Paris, 1968.
- 1966 : « Civiliser notre civilisation » ; repris dans « Arcadie, essais sur le mieux-vivre », Futuribles 9, Paris, 1968.
- 1966 : « Rousseau, évolutionniste pessimiste »
- 1966 : « Pour une conscience écologique » ; repris dans « Arcadie, essais sur le mieux-vivre », Futuribles 9, Paris, 1968.
- 1968 : (en) « Political Science and Prevision », American Political Science Review 59 (mars 1965) ; repris dans The Nature of Politics. Selected Essays of Bertrand de Jouvenel par Dennis Hale et Marc Landy, New York, 1987.
- 1966 : Recherche et Développement ; repris dans « Arcadie, essais sur le mieux-vivre », Futuribles 9, Paris, 1968.
- 1966 : Du pouvoir actif, rapport présenté à la Conference internationale de Futuribles, Paris, 5-7 avril 1965.
- 1966 : « Prospective économique :  Problemes économique de notre temps », R. Pichon et R. Durand-Auzias, Librairie générale de droit et de jurisprudence. Paris.
- « Sur la stratégie prospective de l'économie sociale », Analyse et Prévision, II, 745-754 ; repris dans « Arcadie, essais sur le mieux-vivre », Futuribles 9, Paris, 1968.
- 1968 « Proposition à la Commission des Comptes de la Nation », 6 mai 1966 ; repris dans « Arcadie, essais sur le mieux-vivre », Futuribles 9, Paris, 1968.
- 1968 : « Tâche de la prévision », Économie et Humanisme, novembre/décembre 1967.
- « Recherche et développement aux États-Unis » ; repris dans « Arcadie, essais sur le mieux-vivre », Futuribles 9, Paris, 1968.
- « Jardinier de la terre » ; repris dans « Arcadie, essais sur le mieux-vivre », Futuribles 9, Paris, 1968.
- 1968 :  « Arcadie, essais sur le mieux-vivre », Futuribles 9, Paris, 1968.
- 1968 : « Consommation et modes de vie : Une attaque du problème », Analyse et Prévision V, p. 431-434.
- 1968 : « L’explosion estudiante », Analyse et prévision, VI, no 3, 561-582.
- 1968 : (en) « The Stewardship of the Earth », The Fitness of Man’s Environment, Washington D.C. ; repris dans Economics and the go od life. Essays on Political Economy par Dennis Hale and Marc Landy, New Brunswick 1999.
- 1969 (en) « Technology as a Means », Values and the Future: the Impact of Technological Change on American Values, K. Baier and N. Rescher, NY ; repris dans Economics and the go od life. Essays on Political Economy par Dennis Hale and Marc Landy, New Brunswick 1999.
- 1970 : (sv) « Tankar om samhällelig prognosverksamhet », ¾ Framtidsstudier och strategisk planering, Red Stig Fredriksson, Berth Jönsson och Daniel Sundström, Stockholm.
- 1972 : « France: No Vacancies », Verdict on Rent Control, F.A. Hayek; IEA Readings 7. Londres ; repris dans Economics and the go od life. Essays on Political Economy par Dennis Hale and Marc Landy, New Brunswick 1999.
- 1975 : (en) An Economic View of Marine Problems, The Tides of Change: Peace, Pollution, and Potential of the Oceans, E.M. Borgese and D. Krieger, New York, 4-32, traduit du français par James Albritton and John Wilkinson ; repris dans Economics and the go od life. Essays on Political Economy par Dennis Hale and Marc Landy, New Brunswick 1999.
- 1980 (en) « Pure Politics revisited », Government and Opposition 15, été-automne 1980, 427-34.
- 1980 : (en) « Back to Basics : the Concrete Economy », The Futurist 14 (juin 1980), 11-15 ; repris dans Economics and the go od life. Essays on Political Economy par Dennis Hale and Marc Landy, New Brunswick 1999.